# José Ignacio Martínez García
José Ignacio Martínez García (nascut el 7 de març de 1989), més conegut com a Nacho, és un futbolista professional madrileny que juga com a lateral esquerre.

## Carrera esportiva
Nascut a Madrid, Nacho va jugar els seus tres primers anys com a jugador sènior en el futbol aficionat, amb el Fútbol Alcobendas Sport, CA Osasuna B i el Getafe CF B. L'estiu de 2012 va signar contracte amb un altre club de la segona divisió B, el Rayo Vallecano B.
Nacho va debutar oficialment amb el primer equip del Rayo el 31 d'octubre de 2012, jugant els 90 minuts en una derrota a fora per 0–1 contra la UD Las Palmas a la Copa del Rei. Va jugar el seu primer partit a La Liga el 24 de novembre (novament com a titular), en una victòria a casa per 2–0 contra el RCD Mallorca.
Nacho va marcar el seu primer gol com a professional el 20 de desembre de 2012, marcant des de 30 el segon go del seu equip, en el qual fou una clara victòria per 3–0 contra el Llevant UE. El 31 de maig de 2013, després d'haver participat en deu partits amb el primer equip la temporada 2012-13 i haver col·laborat a la permanència de l'equip, fou definitivament promocionat al primer equip, amb un contracte fins a juny de 2015.
El 6 de juliol de 2017, després de cinc temporades al Rayo, Nacho va signar contracte per dos anys amb el Reial Valladolid de Segona Divisió. Va jugar 22 partits en la seva temporada de debut (21 titularitats, inclosos els play-offs), i l'equip va promocionar després d'haver quedat cinquè.

### Tenerife
El 13 de juliol de 2022, com a agent lliure Nacho va signar contracte per dos anys amb el CD Tenerife de segona divisió.